# Municipio de Trout Lake (Minnesota)
El municipio de Trout Lake (en inglés: Trout Lake Township) es un municipio ubicado en el condado de Itasca en el estado estadounidense de Minnesota. En el año 2010 tenía una población de 1087 habitantes y una densidad poblacional de 12,23 personas por km².

## Geografía
El municipio de Trout Lake se encuentra ubicado en las coordenadas 47°14′24″N 93°22′56″O / 47.24000, -93.38222. Según la Oficina del Censo de los Estados Unidos, el municipio tiene una superficie total de 88.87 km², de la cual 78,67 km² corresponden a tierra firme y (11,48 %) 10,2 km² es agua.

## Demografía
Según el censo de 2010, había 1087 personas residiendo en el municipio de Trout Lake. La densidad de población era de 12,23 hab./km². De los 1087 habitantes, el municipio de Trout Lake estaba compuesto por el 97,7 % blancos, el 0,28 % eran afroamericanos, el 0,64 % eran amerindios, el 0,18 % eran de otras razas y el 1,2 % eran de una mezcla de razas. Del total de la población el 0,46 % eran hispanos o latinos de cualquier raza.